# Гавриленко, Евгений Михайлович
Евге́ний Миха́йлович Гавриле́нко (род. 5 апреля 1951, Гомель) — советский легкоатлет, бронзовый призёр Олимпийских игр. Мастер спорта международного класса.

## Карьера
На Олимпиаде в Мюнхене в 1972 году Евгений участвовал в беге на 400 метров с барьерами и в финале занял 6-е место. На следующей Олимпиаде Гавриленко завоевал бронзовую медаль, уступив американцам Майклу Шайну и Эдвину Мозесу. Также Евгений участвовал в полуфинальном забеге в эстафете 4×400 метров, заняв там с партнёрами 6-е место.
Четырёхкратный чемпион СССР в 1972, 1974, 1975 и 1976 годах.